# Batu Balang
Batu Balang is een bestuurslaag in het regentschap Lima Puluh Kota van de provincie West-Sumatra, Indonesië. Batu Balang telt 5324 inwoners (volkstelling 2010).